# هاینکل پی. ۱۰۷۸
هاینکل پی. ۱۰۷۸ (به انگلیسی: Heinkel P.1078) یک هواگرد ساختِ کارخانهٔ هاینکل در کشور آلمان است. نخستین استفاده‌کنندهٔ این هواگرد نیروی هوایی آلمان نازی بوده‌است.